# Hülsebeck
Hülsebeck ist ein Ortsteil der Gemeinde Pirow des Amtes Putlitz-Berge im Landkreis Prignitz in Brandenburg.

## Geographie
Der Ort liegt vier Kilometer nordöstlich von Pirow und sieben Kilometer westlich von Putlitz. Die Nachbarorte sind Neu Sagast im Norden, Steinfeld und Sagast im Nordosten, Putlitz im Osten, Karlshof und Burow Ausbau im Südosten, Burow im Süden, Pirow und Ausbau im Südwesten, Simonshof im Westen sowie Grenzheim und Muggerkuhl im Nordwesten.